# Epauvillers
Epauvillers (toponimo francese) è una frazione di 136 abitanti del comune svizzero di Clos du Doubs, nel Canton Giura (distretto di Porrentruy).

## Storia

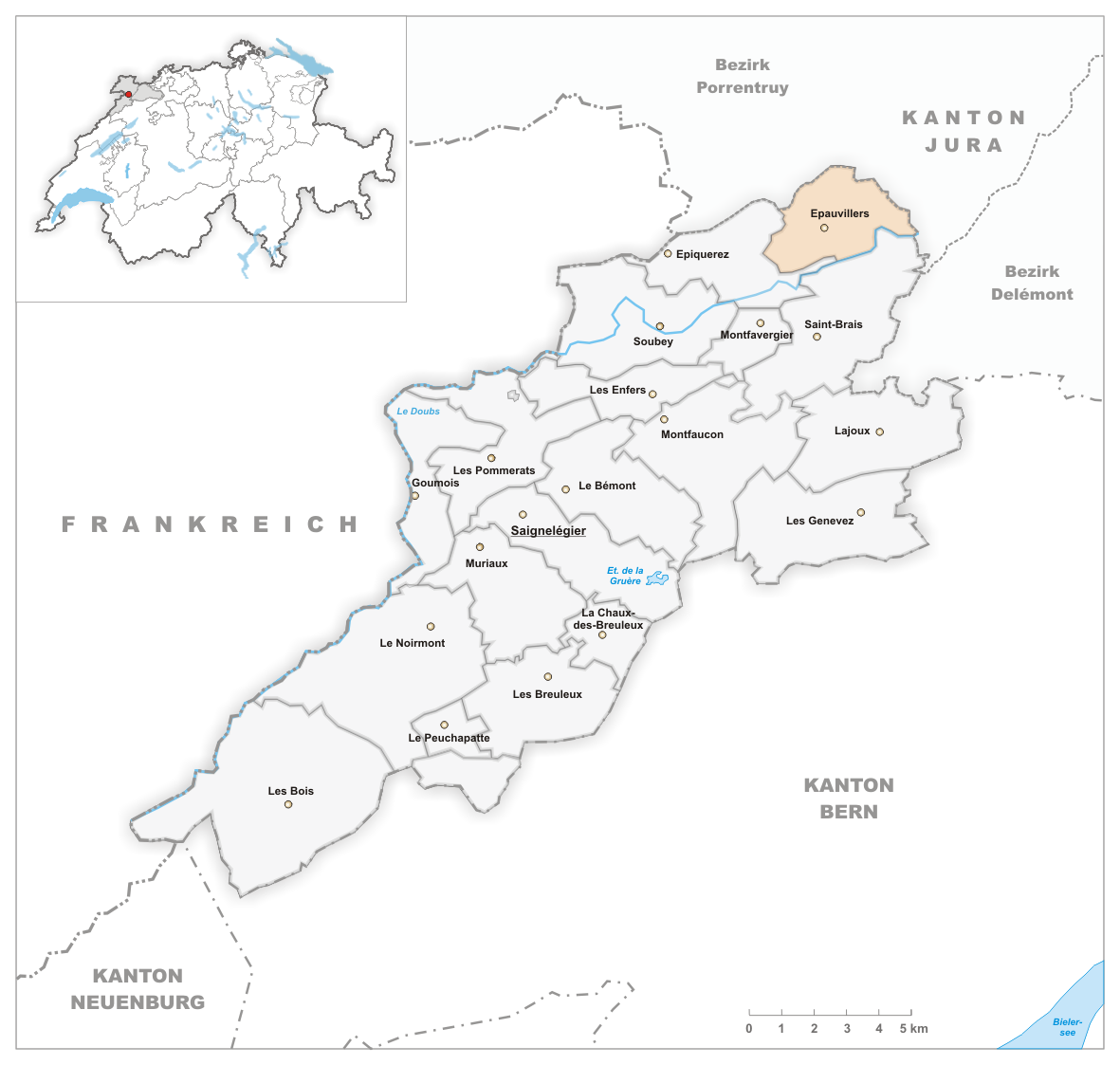
Il territorio del comune di Epauvillers prima degli accorpamenti comunali del 2009

Già comune autonomo che apparteneva al distretto delle Franches-Montagnes e che si estendeva per 8,43 km², il 1º gennaio 2009 è stato accorpato agli altri comuni soppressi di Epiquerez, Montenol, Montmelon, Ocourt, Saint-Ursanne e Seleute per formare il nuovo comune di Clos du Doubs.

## Monumenti e luoghi d'interesse

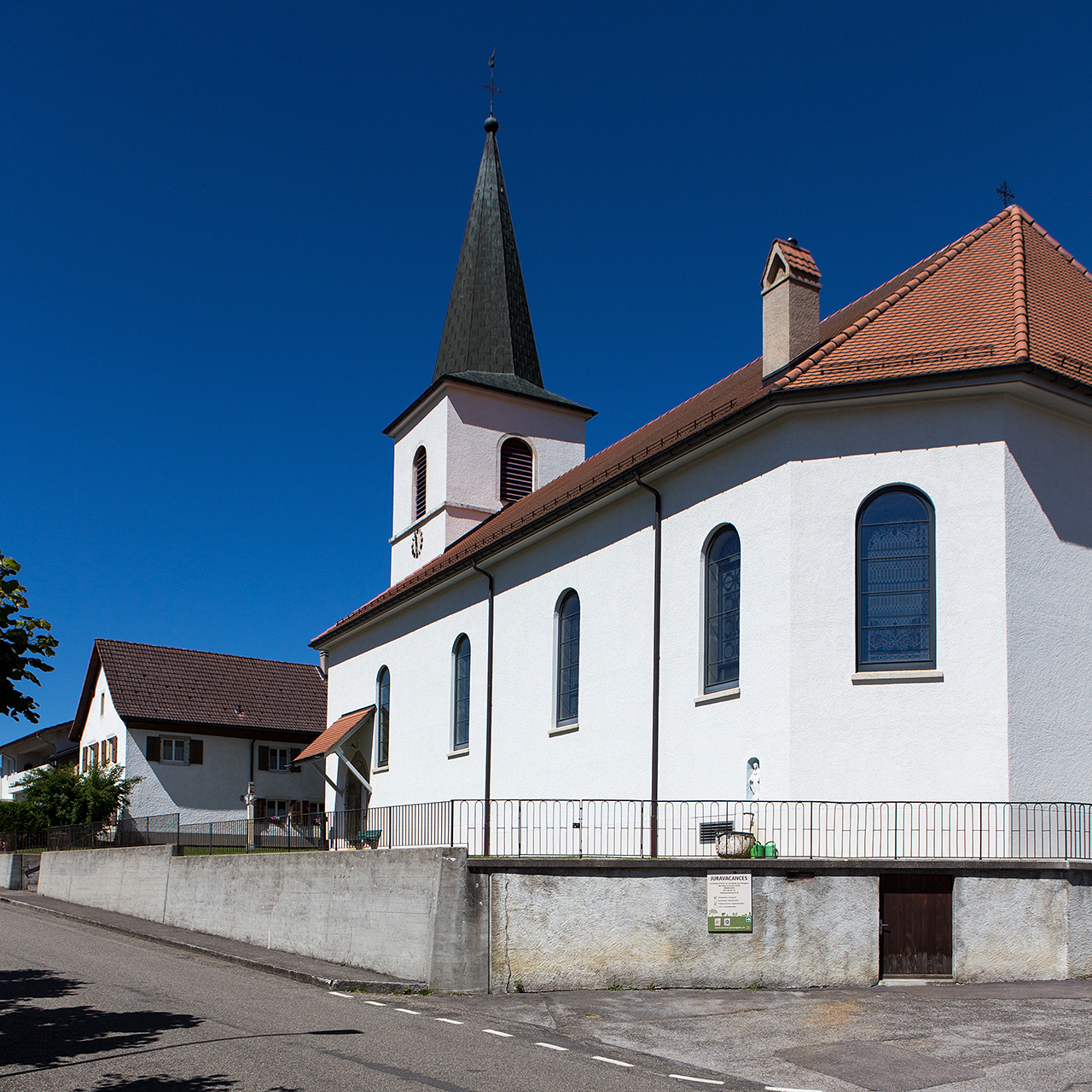
La chiesa di Sant'Arnolfo

- Chiesa cattolica di Sant'Arnolfo, attestata dal 1313 e ricostruita nel XVII e nel XIX secolo[1].

## Società

### Evoluzione demografica
L'evoluzione demografica è riportata nella seguente tabella:
Abitanti censiti